# Beppe Barnao
Beppe Barnao es un deportista italiano que compitió en vela en la clase Flying Dutchman. Ganó una medalla de oro en el Campeonato Europeo de Flying Dutchman de 1956.

## Palmarés internacional
| Campeonato Europeo | Campeonato Europeo | Campeonato Europeo | Campeonato Europeo |
| Año                | Lugar              | Medalla            | Clase              |
| ------------------ | ------------------ | ------------------ | ------------------ |
| 1956               | ND                 | Medalla de oro     | Flying Dutchman    |